# Cryptocapnos chasmophyticus
Cryptocapnos chasmophyticus là một loài thực vật có hoa trong họ Anh túc. Loài này được Rech.f. mô tả khoa học đầu tiên năm 1967.